# Lagginhorn
El Lagginhorn és una muntanya de 4.010 metres que es troba a la regió del Valais a Suïssa.